# Коледж Баруха
Коледж Баруха (англ. Bernard M. Baruch College, у деяких джерелах Баруський коледж, офіційно – Коледж Бернарда М. Баруха) – державний коледж у Нью-Йорку. Він є одним із коледжів системи Міського університету Нью-Йорка. Названий на честь фінансиста та державного діяча Бернарда М. Баруха, коледж реалізує програми бакалаврату та магістратури через Школу бізнесу Зікліна, Школу мистецтв та наук Вайсмана та Школу суспільних та міжнародних відносин Маркса.

### Історія
Коледж Баруха – один із старших коледжів системи CUNY. Він веде свою історію з 1847 року, коли було засновано Вільну Академію  - перший безкоштовний державний вищий навчальний заклад у США. Літературний фонд штату Нью-Йорк був створений для обслуговування студентів, які не могли дозволити собі вступити до приватних коледжів Нью-Йорка. Фонд призвів до створення комітету Ради освіти міста Нью-Йорка на чолі з Таунсендом Харрісом, Дж. С. Босвортом і Джоном Л. Мейсоном, який призвів до створення того, що стало Вільною академією, на Лексінгтон-авеню в Мангеттені.